# 索耶冰原島峰
75°44′S 161°50′E / 75.733°S 161.833°E
索耶冰原島峰（英語：Sawyer Nunatak），是南極洲的冰原島峰，位於維多利亞地的斯科特海岸，處於斯蒂芬斯山東南面6公里，屬於阿爾伯特親王山脈的一部分，美國地質調查局根據測量和該國海軍的空中照片繪入地圖，現時由南極條約體系管理。